# Ottersheim
Ottersheim là một đô thị thuộc huyện Donnersberg, trong bang Rheinland-Pfalz, phía tây nước Đức. Đô thị Ottersheim có diện tích 2,74 km², dân số thời điểm ngày 31 tháng 12 năm 2006 là 349 người.